# Зузана Брапцова
Зузана Брапцова (23. март 1959 — 20. август 2015) била је чешка књижевница.
Рођена је у Прагу и ћерка је Јиржија Брапца и Зине Трохове, обоје књижевних историчара. По завршетку школовања радила је у Универзитетској библиотеци у Прагу, у болници и као чистачица. Касније је постала уредница, радећи за неколико издавачких кућа.
Њен први роман „Далеко од строму” објавила је као самиздат 1984. а затим у Прагу 1991. За роман је добила Награду Јиржи Ортен 1997. године. Уследио је роман „Лопов” 1996. Године 2000. објавила је свој трећи роман „Рок перел”, први чешки роман који се бави лезбејском љубављу.
Брапцова је 2013. за роман „Таванице” добила најпрестижнију чешку књижевну награду „Магнезија литерара”.